# Paul Walther
Paul Philip Walther (Covington, 23 marzo 1927 – Atlanta, 21 dicembre 2014) è stato un cestista statunitense, professionista nella NBA.

## Carriera
Venne selezionato dai Minneapolis Lakers nel Draft BAA 1949.

## Palmarès
- NBA All-Star (1952)